# Centaurium erythraea subsp. grandiflorum
Centaurium erythraea subsp. grandiflorum é uma subespécie de planta com flor pertencente à família Gentianaceae. 
A autoridade científica da subespécie é (Biv.) Melderis, tendo sido publicada em Botanical Journal of the Linnean Society 65: 234. 1972.
Os seus nomes comuns são fel-da-terra ou fel-da-terra-grande.

## Portugal
Trata-se de uma subespécie presente no território português, nomeadamente em Portugal Continental e no Arquipélago dos Açores.
Em termos de naturalidade é nativa das duas regiões atrás indicadas.

## Protecção
Não se encontra protegida por legislação portuguesa ou da Comunidade Europeia.